# Budislav, Svitavy
Budislav là một làng thuộc huyện Svitavy, vùng Pardubický, Cộng hòa Séc.